# Svijet glamura
«Svijet glamura» — музичний альбом гурту Hladno pivo. Виданий 2011 року лейблом Menart Records. Загальна тривалість композицій становить 42:56. Альбом відносять до напрямку рок 
 панк-рок.

## Список пісень
1. «Svijet glamura» — 3:22
2. «Ima da te lajkam» — 3:18
3. «Fotoaparat» — 3:08
4. «Premali grad» — 3:37
5. «Evo mene na ručku» — 3:25
6. «Pravo ja» — 3:37
7. «Kirbaj i kotlovina» −3:41
8. «Može» — 3:39
9. «Lift» — 3:30
10. «Bilo koji broj» — 3:31
11. «Slobodni pad» — 3:30
12. «Ezoterija» — 4:31